# Kutai Barat
Kutai Barat (indonez. Kabupaten Kutai Barat) – kabupaten w indonezyjskim Borneo Wschodnim. Jego ośrodkiem administracyjnym jest Sendawar.
Przez kabupaten ten przepływa Sungai Mekahan.
W 2010 roku kabupaten ten zamieszkiwało 165 091 osób, z czego 29 159 stanowiła ludność miejska, a 135 932 ludność wiejska. Mężczyzn było 87 611, a kobiet 77 480. Średni wiek wynosił 26,27 lat.
Kabupaten ten dzieli się na 21 kecamatanów:
- Barong Tongkok
- Bentian Besar
- Bongan
- Damai
- Jempang
- Laham
- Linggang Bigung
- Long Apari
- Long Bagun
- Long Hubung
- Long Iram
- Long Pahangai
- Manor Bulatin
- Melak
- Muara Lawa
- Muara Pahu
- Nyuatan
- Penyinggahan
- Sekolaq Darat
- Siluq Ngurai
- Tering